# Clyde Purnell
Clyde Purnell (ur. 14 maja 1877 w Ryde, Isle of Wight, zm. 14 sierpnia 1934 w Westenhanger, Kent) – brytyjski piłkarz amator, olimpijczyk występujący na pozycji napastnika. Na igrzyskach olimpijskich 1908 w Londynie zdobył złoty medal.
W trakcie kariery grał w drużynach Ryde FC i Clapton FC.
W latach 1907–1908 wystąpił w 6 spotkaniach pierwszej reprezentacji Anglii, zdobywając 9 goli.